# Besoy
Besoy es una localidad española del municipio de Camaleño, perteneciente a la comunidad autónoma de Cantabria.

## Geografía
La localidad está ubicada a 520 m s. n. m. y a 4 kilómetros de la capital municipal, Camaleño.

## Historia
Hacia mediados del siglo XIX, el lugar era referido como una aldea ya por entonces perteneciente al municipio de Camaleño. Aparece descrito en el cuarto volumen del Diccionario geográfico-estadístico-histórico de España y sus posesiones de Ultramar de Pascual Madoz con las siguientes palabras:

BESOY: ald. en la prov. de Santander, part. jud. de Potes; pertenece al pueblo de Mogrovejo. (V.)
(Madoz, 1846, p. 295)

En 2023, la entidad singular de población de Besoy tenía empadronados 7 habitantes, todos ellos en el núcleo de población de ese nombre.

## Patrimonio
Existe una ermita dedicada a María Magdalena, con una imagen del siglo XVII.